# Yamase
Der Yamase ist der japanische Name für kalte Winde, die zu heftigen Kaltlufteinbrüchen führen. Es handelt sich dabei um das gleiche Phänomen, welches in Nordamerika Blizzard und in Sibirien Buran genannt wird.
In Japan kommen die Yamase zustande, wenn sich ein sogenanntes kaltes Hochdruckgebiet nördlich von Japan aufgebaut hat. Durch die Nord-Süd-Ausrichtung der Japanischen Inseln flutet dann in breitem Strom sehr kalte Polarluft ins Land.
Wenn der Yamase im Frühsommer länger anhält, kann er die Blüte der Reispflanzen stark gefährden.